# Караколь (Астраханский район)
Карако́ль (каз. Қаракөл, до 2006 г. — Вишнёвка) — аул в Астраханском районе Акмолинской области Казахстана. Входит в состав Острогорского сельского округа. Код КАТО — 113651200.

## География
Аул расположен на берегу реки Аршалы, в северной части района, на расстоянии примерно 41 километров (по прямой) к северо-западу от административного центра района — села Астраханка, в 8 километрах к юго-западу от административного центра сельского округа — села Новый Колутон.
Абсолютная высота — 280 метров над уровнем моря.
Ближайшие населённые пункты: село Старый Колутон — на юге, село Новый Колутон — на северо-востоке.
Южнее аула расположено одноимённое озеро. В 7 километрах к югу проходит автомобильная дорога республиканского значения — М-36 «Граница РФ (на Екатеринбург) — Алматы».

## Население
В 1989 году население аула составляло 413 человека (из них казахи — 58 %, немцы — 25 %).
В 1999 году население аула составляло 240 человек (131 мужчина и 109 женщин). По данным переписи 2009 года, в ауле проживал 231 человек (119 мужчин и 112 женщин).
| Численность населения | Численность населения | Численность населения |
| 1989                  | 1999                  | 2009                  |
| --------------------- | --------------------- | --------------------- |
| 413                   | ↘240                  | ↘231                  |

## Улицы
- ул. Аль-Фараби[6]